# Friedhelm Branz
Friedhelm „Fitti“ Branz (* 21. März 1943 in Dortmund) ist ein ehemaliger deutscher Eishockeyspieler, der unter anderem für den TuS Eintracht Dortmund und den EC Deilinghofen in der Bundesliga spielte.

## Karriere
Beim TuS Eintracht Dortmund in der Bundesliga begann in der Saison 1962/63 die Eishockeykarriere von Friedhelm Branz, der zunächst als Verteidiger eingesetzt wurde, aber schon in seiner Jugend in den Sturm wechselte. Nachdem seine erste Spielzeit mit dem Abstieg in die Oberliga geendet hatte, feierte er mit seiner Mannschaft schon im Folgejahr die Oberliga-Meisterschaft und den Wiederaufstieg in die höchste deutsche Spielklasse. Nach der Saison 1964/65 musste er seine Karriere unterbrechen, weil er zur Bundeswehr einberufen wurde.
Eine Zufallsbegegnung mit Deilinghofens Stürmer Jörg Schauhoff führte im Jahr 1968 schließlich zu seinem Wechsel zum Oberligisten EC Deilinghofen (ECD), dem sich im selben Jahr mit Wolfgang Peske und Kurt Jablonski noch zwei weitere Spieler aus Dortmund anschlossen. Branz blieb zehn Jahre beim ECD und erzielte 130 Tore in 332 Spielen. Als Oberliga-Vizemeister qualifizierte er sich mit der Mannschaft in der Saison 1972/73 für die neu gegründete 2. Bundesliga. Die Zweitliga-Vizemeisterschaft in der Spielzeit 1976/77 bedeutete schließlich den Aufstieg in die Bundesliga.
Wegen einer Verletzung am Knie verließ Branz den ECD nach einer Bundesliga-Saison und spielte in den kommenden Jahren erneut beim ERC Westfalen Dortmund im unterklassigen Bereich. Für eine Altherren-Mannschaft war er bis 2006 aktiv.

## Erfolge und Auszeichnungen
- 1964 Oberliga-Meister und Aufstieg in die Bundesliga mit dem TuS Eintracht Dortmund
- 1969 Westdeutscher Meister mit dem EC Deilinghofen
- 1977 Aufstieg in die Bundesliga mit dem EC Deilinghofen